# Castellar de la Ribera
Castellar de la Ribera là một đô thị trong tỉnh Lleida, cộng đồng tự trị Cataluña Tây Ban Nha. Đô thị Castellar de la Ribera có diện tích là ki-lô-mét vuông, dân số năm 2009 là người với mật độ người/km². Đô thị Castellar de la Ribera có cự ly km so với tỉnh lỵ Lleida.